# Costantino Paleologo (1261-1306)
Costantino Paleologo (in greco Κωνσταντῖνος Παλαιολόγος?, Konstantinos Palaiologos; Costantinopoli, 1261 – Costantinopoli, 5 maggio 1306) è stato un principe e generale bizantino.

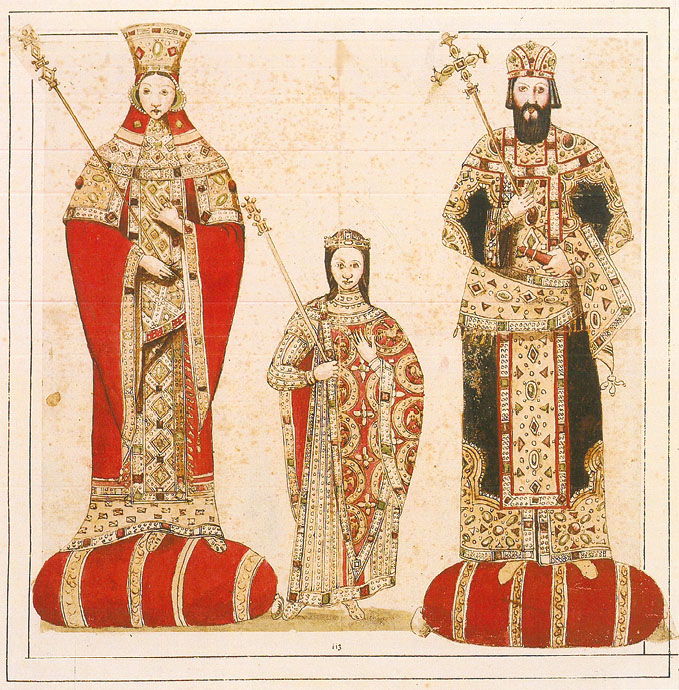
Costantino Paleologo (nel mezzo) con i genitori

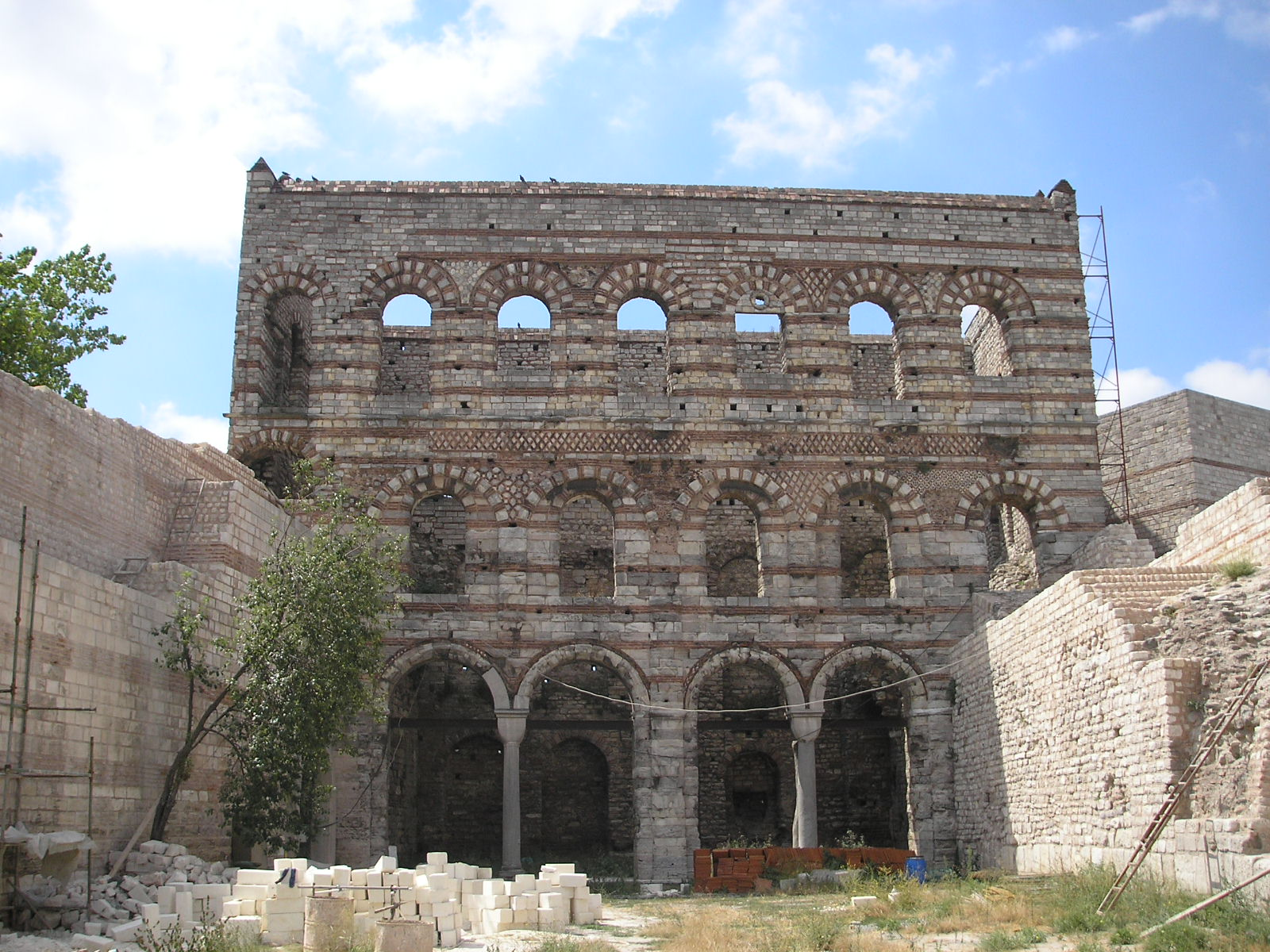
La facciata nord del palazzo del Porfirogenito prima del restauro

Egli servì anche come generale nelle guerre contro i Serbi e i Turchi.

## Biografia
Costantino era il terzo figlio dell'imperatore Michele VIII Paleologo (r. 1259-1282) e di Teodora Palaiologina. Nacque nell'autunno del 1261 a Costantinopoli, che era stata appena recuperata dall'Impero Latino in agosto. Era quindi un vero principe Porphyrogennētos ("nato dalla porpora") e spesso veniva indicato come tale. Secondo quanto riferito, suo padre gli accordò onori superiori persino a quelli di un despota.
Nel 1280, Costantino combatté contro i Serbi in Macedonia e fu poi inviato contro i predoni turchi in Asia Minore, dove riuscì a liberare la valle del fiume Meandro dalla loro presenza. In seguito ricostruì il famoso Monastero di Studion a Costantinopoli. Nel 1293 fu calunniato da suo fratello, l'imperatore Andronico II Paleologo (r. 1282-1328), e messo agli arresti. In seguito si fece monaco, con il nome monastico di Athanasios. Morì a Costantinopoli il 5 maggio 1306 e fu sepolto nel monastero di Lips.
Dal matrimonio con Irene Palaiologina Raoulaina ebbe un figlio, il Panhypersebastos Giovanni Paleologo.
Il Palazzo del Porfirogenito è un palazzo bizantino del tardo XIII secolo nella parte nord-occidentale della città vecchia di Istanbul che porta il suo nome.

## Ascendenza
|                         |                |                              | Genitori                |  |  | Nonni               |  |  | Bisnonni                |  |
|                         |                |                              |                         |  |  | Andronico Paleologo |  |  | Alessio Ducas Paleologo |  |
|                         |                |                              |                         |  |  | Andronico Paleologo |  |  | Alessio Ducas Paleologo |  |
|                         |                | Irene Comnena                |                         |  |  | Andronico Paleologo |  |  |                         |  |
| Michele VIII Paleologo  |                |                              |                         |  |  | Andronico Paleologo |  |  |                         |  |
|                         |                | Teodora Angelina Paleologina | Alessio Paleologo       |  |  |                     |  |  |                         |  |
|                         |                | Teodora Angelina Paleologina | Alessio Paleologo       |  |  |                     |  |  |                         |  |
|                         |                | Teodora Angelina Paleologina | Irene Angelina          |  |  |                     |  |  |                         |  |
| Costantino Paleologo    |                | Teodora Angelina Paleologina |                         |  |  |                     |  |  |                         |  |
|                         | Giovanni Ducas | Isacco Ducas Vatatzes        |                         |  |  |                     |  |  |                         |  |
|                         | Giovanni Ducas | Isacco Ducas Vatatzes        |                         |  |  |                     |  |  |                         |  |
|                         | Giovanni Ducas | …                            |                         |  |  |                     |  |  |                         |  |
| Teodora Ducas Vatatzina | Giovanni Ducas |                              |                         |  |  |                     |  |  |                         |  |
|                         |                | Eudocia Angelina             | Giovanni Comneno Angelo |  |  |                     |  |  |                         |  |
|                         |                | Eudocia Angelina             | Giovanni Comneno Angelo |  |  |                     |  |  |                         |  |
|                         |                | Eudocia Angelina             | …                       |  |  |                     |  |  |                         |  |
|                         |                | Eudocia Angelina             |                         |  |  |                     |  |  |                         |  |